# Matteo Bevilacqua
Matteo Bevilacqua (* 1769 in Trapani; † 20. August 1821 in Rodi Garganico) war ein italienischer Diplomat, Komponist, Flötist und Gitarrenvirtuose.

## Leben
Über Leben und Wirken von Matteo Bevilacqua ist wenig bekannt. Er wurde in Trapani geboren und wirkte als Attaché der Neapolitanischen Gesandtschaft in Wien. Als Flötist, Gitarrenvirtuose und Komponist hat er lange Zeit in Wien gelebt, wo er 1805 auch heiratete. Von ihm stammen mehr als sechzig Kompositionen, nicht alle sind erhalten. Es handelt sich häufig um Duos, etwa für Gitarre und Flöte oder Gitarre und Klavier. Außer seinen Kompositionen hat Bevilacqua mit Principes et Methode nouvelle pour pincer la Guitare auch ein Gitarrenlehrbuch veröffentlicht. 1812 gehörte er zu den Gründungsmitgliedern der Gesellschaft der Musikfreunde in Wien.
Bevilacqua war ebenfalls literarisch und als Übersetzer tätig und veröffentlichte 1815 in Wien seine zweibändige Gedichtsammlung Poesie diverse.

## Werke (Auswahl)

### Lehrbücher
- Principes et Methode nouvelle pour pincer la Guitare, Wien: Mollo: Noten und Audiodateien im International Music Score Library Project

### Kompositionen
- Petit Duos pour la guitare avec flûte ou violon, Op. 1
- Duo concertant pour la Guitarre et le Violon, Op. 9, Wien: Kunst- und Industrie-Comptoir, 1805: Noten und Audiodateien im International Music Score Library Project
- 10 Petits duos concertans, Op. 10, Wien: Kunst- und Industrie-Comptoir: Noten und Audiodateien im International Music Score Library Project
- 12 Waltzes for Flute and Guitar, Op. 15, Wien: Thade Weigl: Noten und Audiodateien im International Music Score Library Project
- 6 Canzonette Veneziane, Op. 20, Wien: Noten und Audiodateien im International Music Score Library Project
- Trio pour 2 Flûtes et une Guitarre ou pour 2 Violons et Guitarre, Op. 47, Wien: Artaria 1807: Noten und Audiodateien im International Music Score Library Project
- Variations pour 2 Guitarres sur les Folies d'Espagne, Op. 48, Wien: Artaria 1942: Noten und Audiodateien im International Music Score Library Project
- 3 Duettini con l'accompagnamento di Chitarra, Op. 56, Wien: Luigi Maisch, 1811: Noten und Audiodateien im International Music Score Library Project
- 12 Variations sur un Thême de l'Opera 'Die Schweizerfamilie', Op.63, Leipzig: Kunst- und Industrie-Comptoir, 1840: Noten und Audiodateien im International Music Score Library Project
- 4 Cavatine per Chittarra Francese ò Forte-piano, Wien: Artaria, 1805: Noten und Audiodateien im International Music Score Library Project
- Variations for Violin and Guitar, Wien: Artaria, um 1802: Noten und Audiodateien im International Music Score Library Project
- Non t'accostare all'Urna, Wien: Nel Magasino della Caes, 1810: Noten und Audiodateien im International Music Score Library Project
- 5 Petites Pieces pour la Guitarre, Leipzig: Kunst- und Industrie-Comptoir, 1840: Noten und Audiodateien im International Music Score Library Project
- Per te, mia Dorilla, London: Monzani & Hill: Noten und Audiodateien im International Music Score Library Project

### Bücher
- Poesie diverse, Wien 1815